# 中俄文化年
中俄文化年，是根据《中俄睦邻友好合作条约实施纲要（2005－2008年）》，2006年在中国举办“俄罗斯年”，2007年在俄罗斯举办中国年。2024年5月16日，中俄文化年再度開幕。